# حسن الصولان
حسن زكريا الصولان هو لاعب كرة قدم سعودي يلعب لنادي الجيل.

## مسيرة اللاعب
لعب في نادي هجر ونادي النهضة ونادي الجيل.